# Zábrus

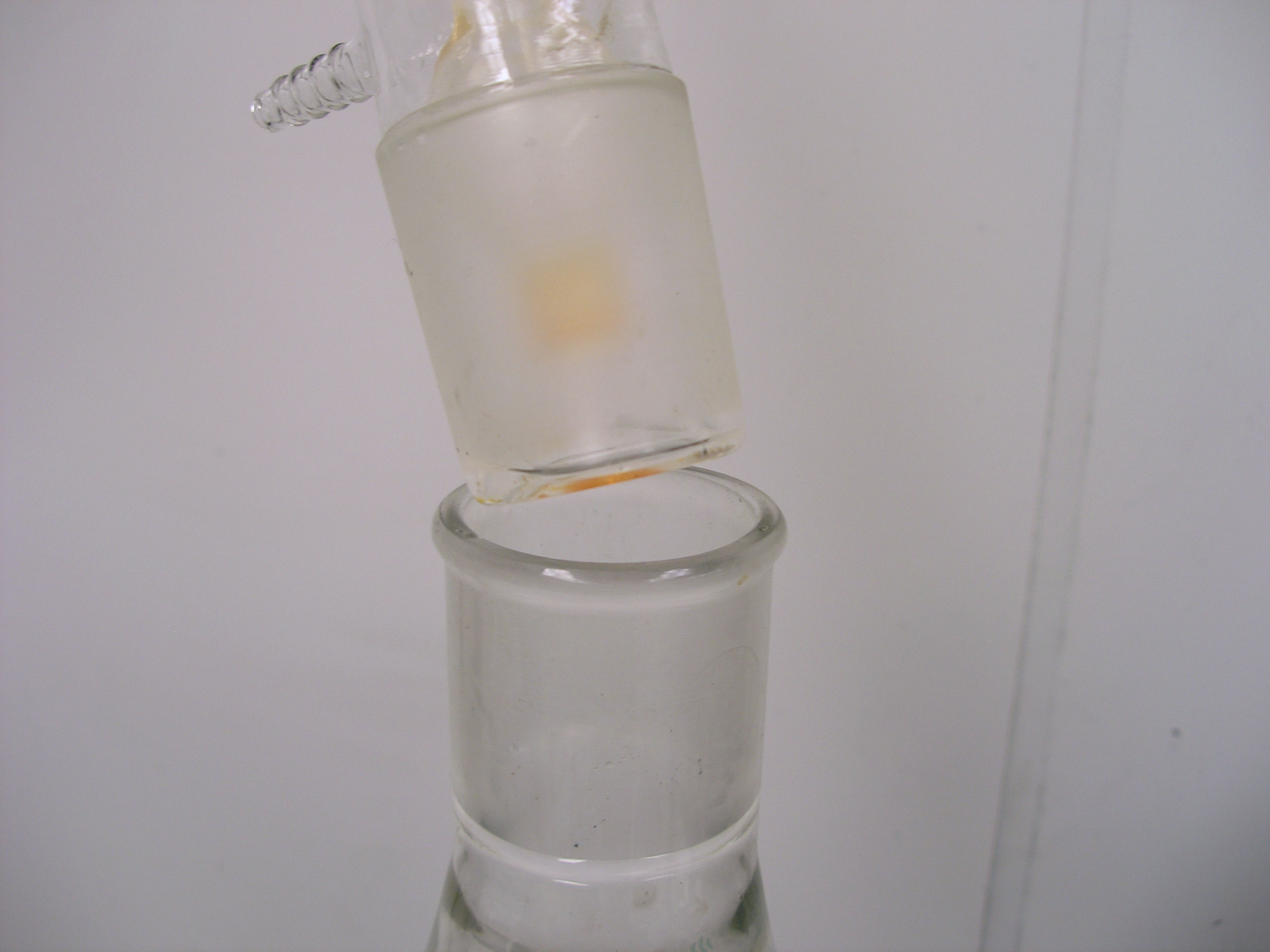
zábrusový spoj před spojením

Zábrus je normalizovaný rozebíratelný spoj mezi dvěma kusy laboratorního skla. Jde o vysoustružené a zdrsnělé kuželové plochy normalizovaných rozměrů (dolní/horní rozměr v mm). Nejčastější rozměry jsou NZ14 a NZ29 (horní průměr v mm). Jádro (zabroušená vnější plocha; anglicky inner či male) se vkládá do pláště (zabroušená vnitřní plocha; anglicky outer či female). Například sestupný chladič do varné baňky nebo zábrusová zátka do reagenční lahve.
Pro plynotěsnost a snadné rozebírání se zábrus maže tukem či vazelínou, který je odolný vůči uvažované reakci. V laboratorní praxi se zábrusové spoje individuálně dobrušují pomocí brusného prášku.

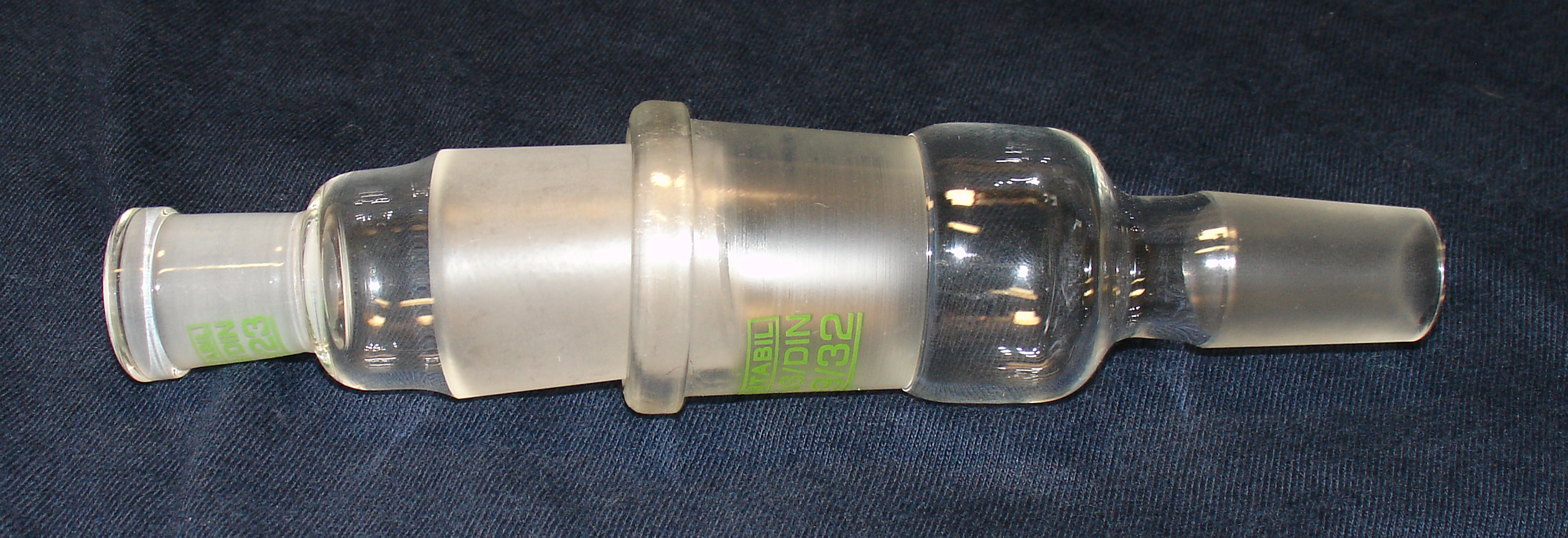
ukázka zábrusového spoje na dvou redukcích

Proti nechtěnému rozpojení či rozpojení přetlakem se používají kovové či plastové zábrusové svorky (krytky na zábrus).
K zapečení zábrusů zpravidla dochází při nevyčištění zábrusů po reakci, při reakci s alkáliemi a při práci s vakuem. Při rozebrání se pak postupuje od vyviklávání přes poklepávání až po nahřívání pláště zábrusu (teplá voda, Kotek doporučuje plamen či horkovzušnou pistoli).